# Henri Chapron

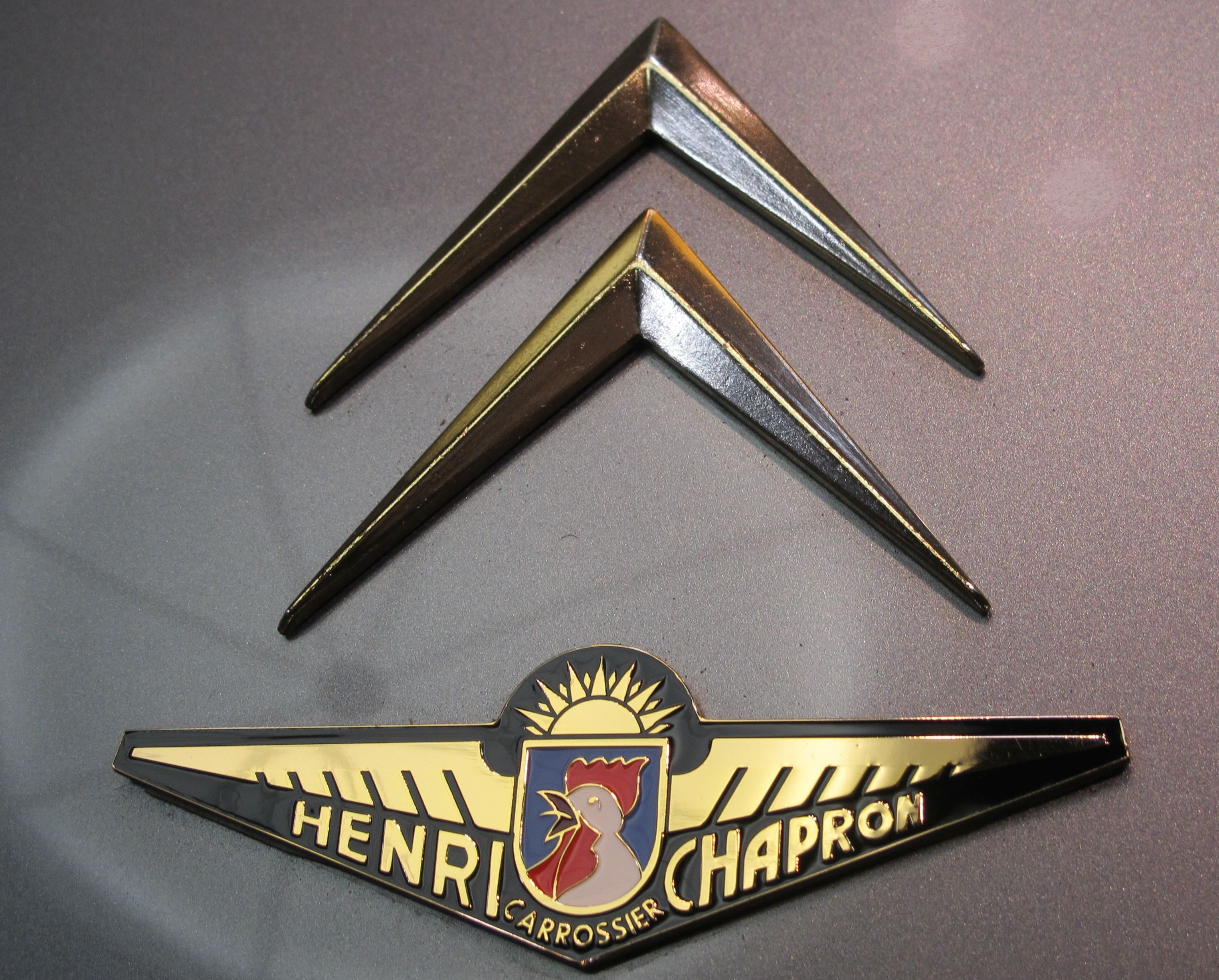
Emblema de Henri Chapron

Henri Chapron (30 de diciembre de 1886 - 14 de mayo de 1978) fue un destacado carrocero francés. Su taller, fundado en 1919, se encontraba en el barrio de Levallois-Perret, cerca de París.

## Semblanza
Chapron nació en Nouan-le-Fuzelier (Sologne), y comenzó su carrera desarrollando diseños de carrocerías personalizadas para vehículos de lujo franceses, como Talbot, Delage y Delahaye, en la década de 1920. Francia dejó de fabricar vehículos de este tipo en la década de 1950, debido a la legislación fiscal, que encareció los vehículos de lujo.

### Especiales Citroën DS
Dadas las circunstancias, Chapron centró su atención en el recién lanzado Citroën DS. El primer DS cupé rediseñado de Chapron fue el "Le Paris" de 1958. Inicialmente, adquirió algunos de estos vehículos y los personalizó como creaciones únicas. Muchos de ellos se convirtieron en versiones descapotables exclusivas. Su DS descapotable causó sensación en el Salón del Automóvil de 1958. Los directivos de Citroën lo visitaron en Levallois para ofrecerle un acuerdo de producción. Durante dos años, los equipos de Chapron y Citroën trabajaron en estrecha colaboración para reforzar los estándares de seguridad del vehículo y minimizar los costes de producción. Basándose en un diseño de Flaminio Bertoni, diseñador del DS, Chapron desarrolló una carrocería descapotable de dos puertas que se vendió a través de la red de concesionarios Citroën. El descapotable de serie se presentó en el Salón del Automóvil de París de 1960.
La colaboración oficial con Citroën comenzó en 1961. Una noticia del 20 de julio de 1961 publicada en la revista Variety, señalaba que Cary Grant había "llamado a la empresa automovilística francesa Citroën para encargar un nuevo coche para la película" Suave como el visón.
Según se informó, la fábrica envió el "modelo de exhibición" al estudio sin dudarlo, y el coche apareció de forma destacada en la película, lo que le reportó una publicidad clave.
Chapron se encargó de construir este "descapotable usine" (descapotable de fábrica), produciendo 1365 coches en total. El acuerdo suscrito entre Chapron y Citroën permitía a los compradores beneficiarse de una garantía de fábrica para sus descapotables "Usine" (de fábrica), que utilizaban una plataforma DS suministrada por Citroën incluyendo toda la mecánica, los guardabarros delanteros, el parabrisas y las llantas. Chapron utilizaba el chasis completo, pero reforzó varios elementos en la zona del suelo. Las puertas del sedán estándar se alargaron 18 cm. Además, Chapron rehízo los guardabarros traseros.
El carrocero continuó fabricando sus propios vehículos basados en el DS, incluyendo el "Croisette", el "Palm Beach", el "Le Dandy", el "Lorraine" y el "Le Leman". A diferencia de los descapotables de fábrica, Chapron solía usar un parabrisas seis centímetros más bajo para sus propios modelos. Las ventanillas laterales, incluidas las traseras, podían bajarse manual o eléctricamente, a diferencia del coche de fábrica. Henri Chapron, un vendedor experto, seleccionaba los cueros más finos. Mientras que Citroën compraba sus tapicerías de cuero a Costil en Pont Audemer, Chapron las encargaba a Connolly, en Inglaterra.
En 1968, Chapron fabricó un modelo especial extendido del DS Presidencial para el gobierno de Charles de Gaulle. En 1972, Chapron entregó dos modelos SM Presidencial al gobierno de Georges Pompidou. Estos gigantescos convertibles de cuatro puertas se utilizaron por primera vez para la visita de la reina Isabel II de Inglaterra a Francia en 1972 y continuaron en uso hasta el inicio del mandato de Jacques Chirac en 1995. El "Presidentielle" entró en servicio nuevamente en 2004, cuando la reina Isabel II pasó revista a las tropas en la Avenida de los Campos Elíseos con Chirac el 5 de abril de 2004, al inicio de la visita de estado de tres días de la reina a Francia para conmemorar los 100 años de amistad formal entre Francia y Gran Bretaña. La Entente Cordiale, firmada en Londres el 8 de abril de 1904, resolvió diversas disputas coloniales y contribuyó a forjar una alianza contra una Alemania resurgente.

### Citroën SM especiales
El Citroën SM "Mylord" fue diseñado como un descapotable completo de dos puertas, es decir, sin barra antivuelco. Se le dotó de una carrocería con un pequeño portón trasero, que retomaba fielmente el diseño del vehículo original, especialmente la matrícula elevada. El prototipo del Mylord se presentó en el Salón del Automóvil de París de 1971 y sus ventas comenzaron un año después. La producción fue compleja, comenzando con la llegada de una carrocería estándar de Chausson a Chapron. La tecnología y el suelo del SM Coupé se mantuvieron prácticamente sin cambios, y la distancia entre los ejes también se conservó. Se retiraron los pilares B y C, tras lo cual Chapron instaló amplios refuerzos en la zona de la carrocería. La carrocería modificada se transportó a Citroën, donde se instalaron el motor, el chasis y otros componentes técnicos. Finalmente, el coche se llevó de vuelta al taller de Chapron para completar el interior y la pintura. En total, solo se fabricaron unos pocos "Mylord" descapotables (las fuentes oscilan entre siete y ocho ejemplares). Lo que sí es seguro es que cuatro vehículos se vendieron en Francia; dos más se enviaron a España y uno al Reino Unido. Un año después del "Mylord Cabriolet", Chapron desarrolló una versión sedán del SM de serie: el "Opera". También desarrolló un sedán que se mantuvo fiel al diseño del modelo original y, en última instancia, representó una versión extendida del SM Cupé. Partiendo de una carrocería SM blanca, Chapron amplió considerablemente la distancia entre ejes. Las puertas delanteras se acortaron y se realizaron algunas modificaciones en la línea de cintura. Las puertas traseras fueron un diseño propio de Chapron. Adoptaron las líneas del cupé y también presentaban la curvatura característica delante del pilar C. Finalmente, Chapron eliminó el amplio portón trasero, integrándolo en la carrocería. La parte trasera, a su vez, correspondía al diseño del cupé. El vehículo era muy pesado y había perdido parte de la maniobrabilidad del cupé. El Citroën SM "Opera" se presentó al público en el Salón del Automóvil de París de 1972. En los dos años siguientes, Chapron fabricó un total de ocho sedanes "Opera". Al menos dos de ellos aún se conservan. Un vehículo, que se encuentra en excelentes condiciones, se encuentra en los Países Bajos y otro en Alemania.

### Tras la muerte de Chapron,
Henri Chapron falleció en París en 1978, y la empresa sobrevivió durante un tiempo bajo la dirección de su viuda. Menos de cinco meses después del fallecimiento de Chapron, la empresa presentó una conversión de carrocería Landaulet, construida para un acaudalado cliente holandés, basada en un Peugeot 604 alargado. Se esperaba que esto diera lugar a una producción reducida, pero constante, de conversiones similares, como había ocurrido con los modelos especiales alargados de Chapron basados en el Citroën DS. Pero esto no llegó a suceder, aunque la empresa sí produjo algunas versiones especiales de lujo (incluyendo landaulets) del Citroën CX con interiores suntuosamente equipados.
Los talleres de Chapron prepararon varios vehículos landaulet basados en el CX 2400 Prestige, incluyendo un coche de bodas, entregado en 1981 y estrenado para la boda de Enrique de Passau, Príncipe de Borbón-Parma y Gran Heredero, y María Teresa, Gran Duquesa. Posteriormente se utilizó para la boda del rey Harald V de Noruega, príncipe heredero de Noruega, y el archiduque Christian de Austria y la princesa María Astrid, y finalmente para la del príncipe Nicolás de Liechtenstein y la princesa Margarita de Luxemburgo en sus respectivas bodas.
En la edición de 2018 del Concurso Pebble Beach, Citroën apareció como marca destacada y estuvo representada por numerosas variantes de Chapron.

## Realizaciones

Algunas de las carrocerías personalizadas de Chapron
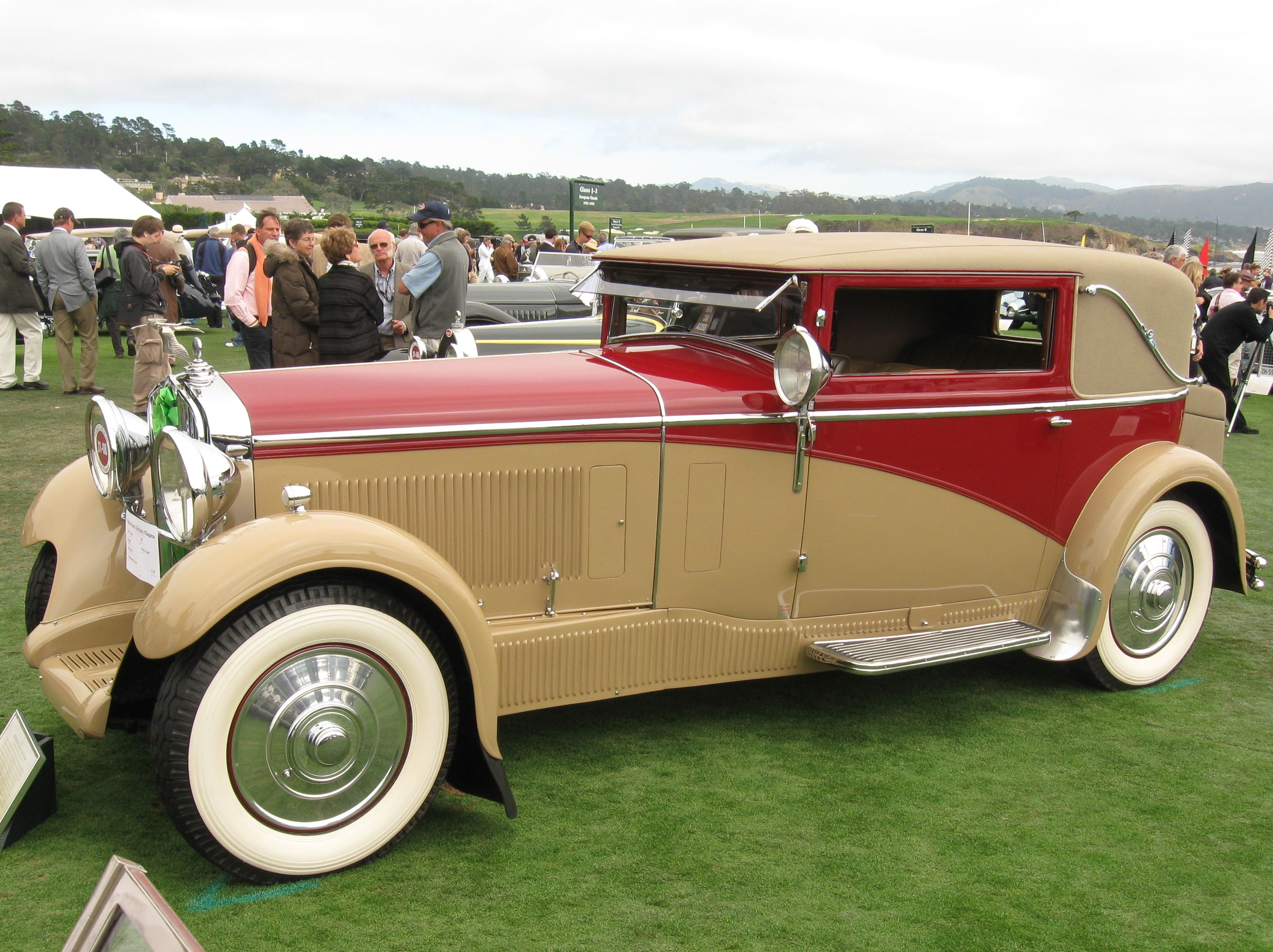
Delage D8 de 1931 por Henri Chapron
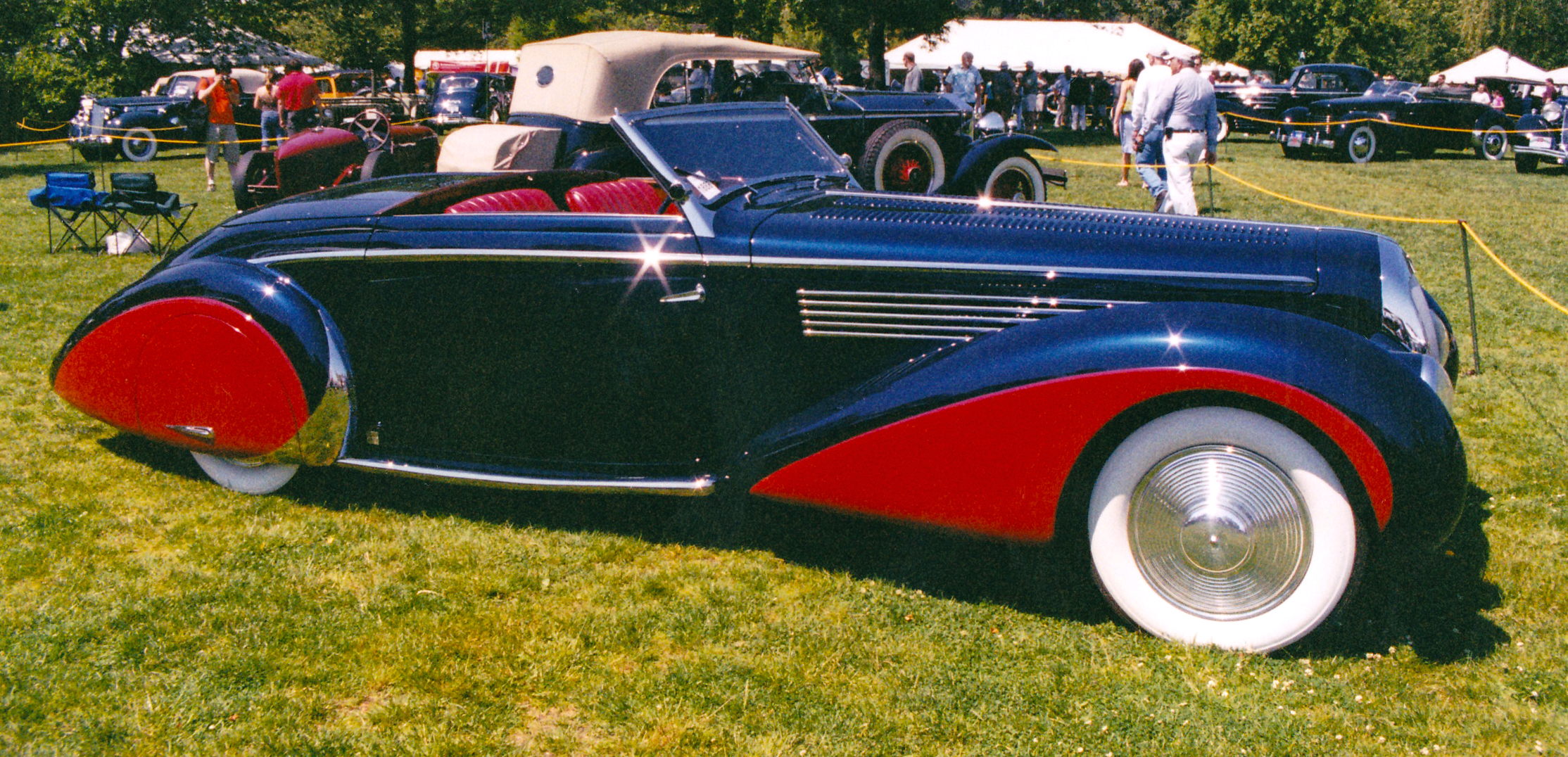
Delage D8 recarrozado por Chapron en 1948
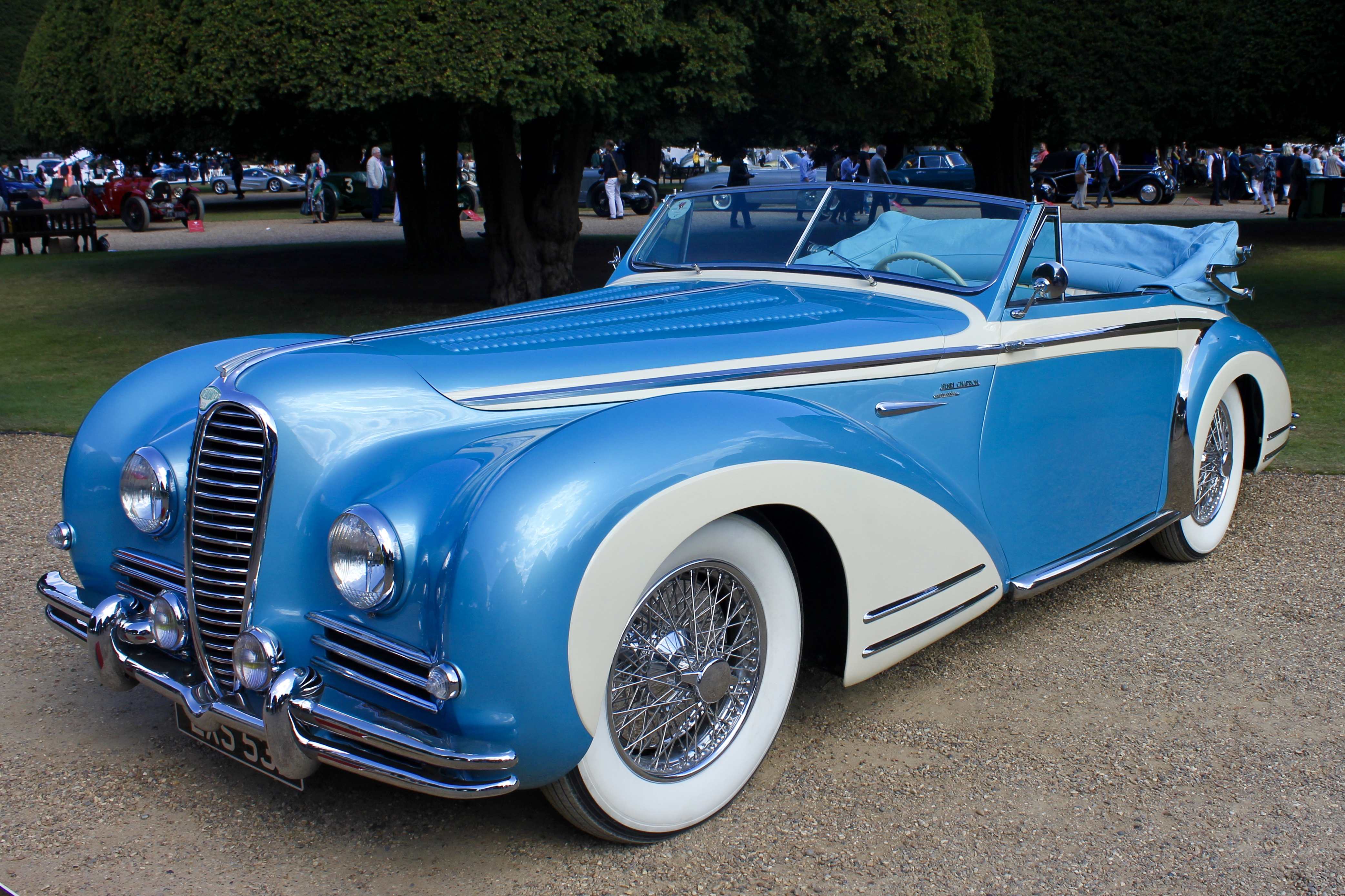
Delahaye 175 S de 1948 por Chapron
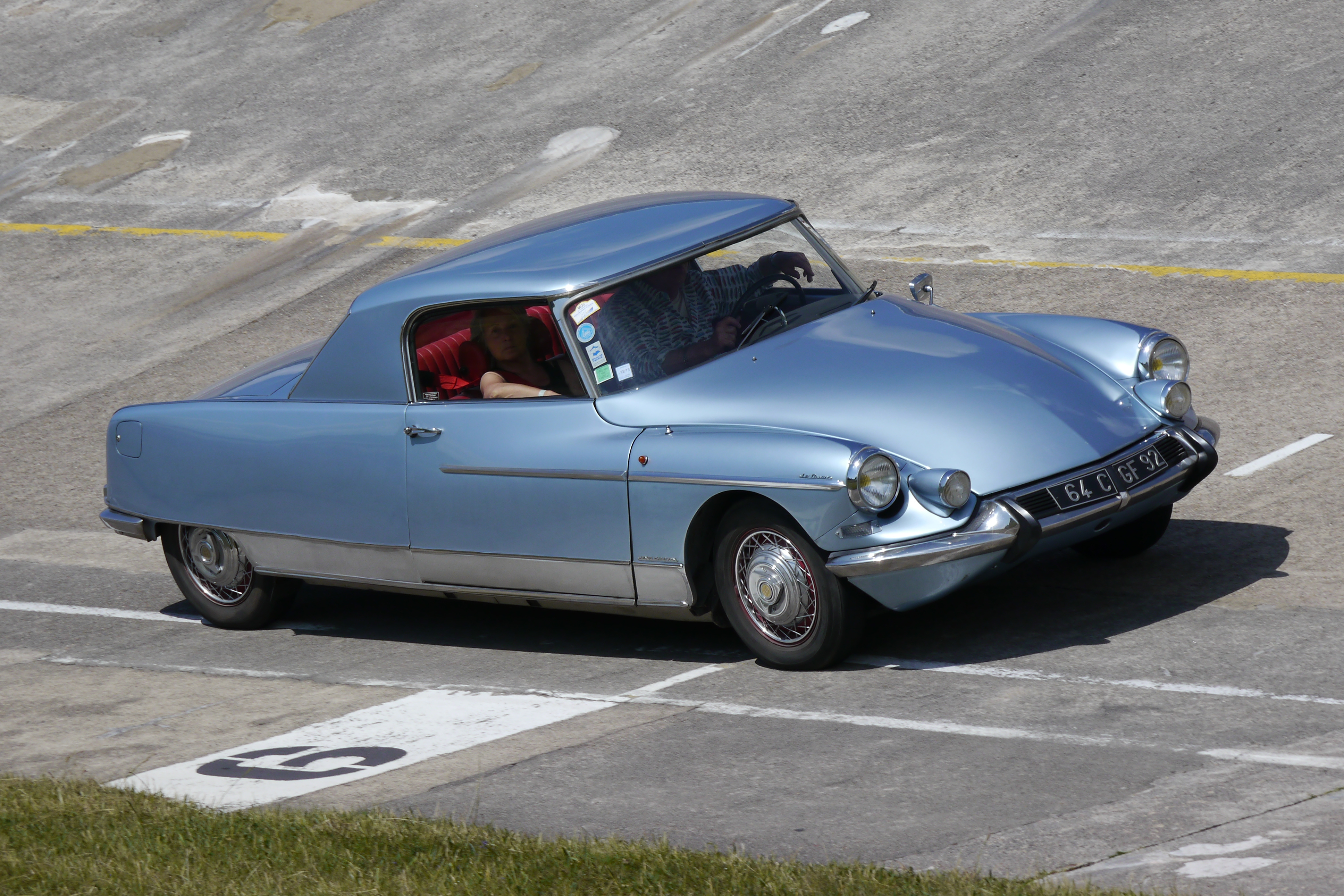
Citroën "Le Dandy" de 1963
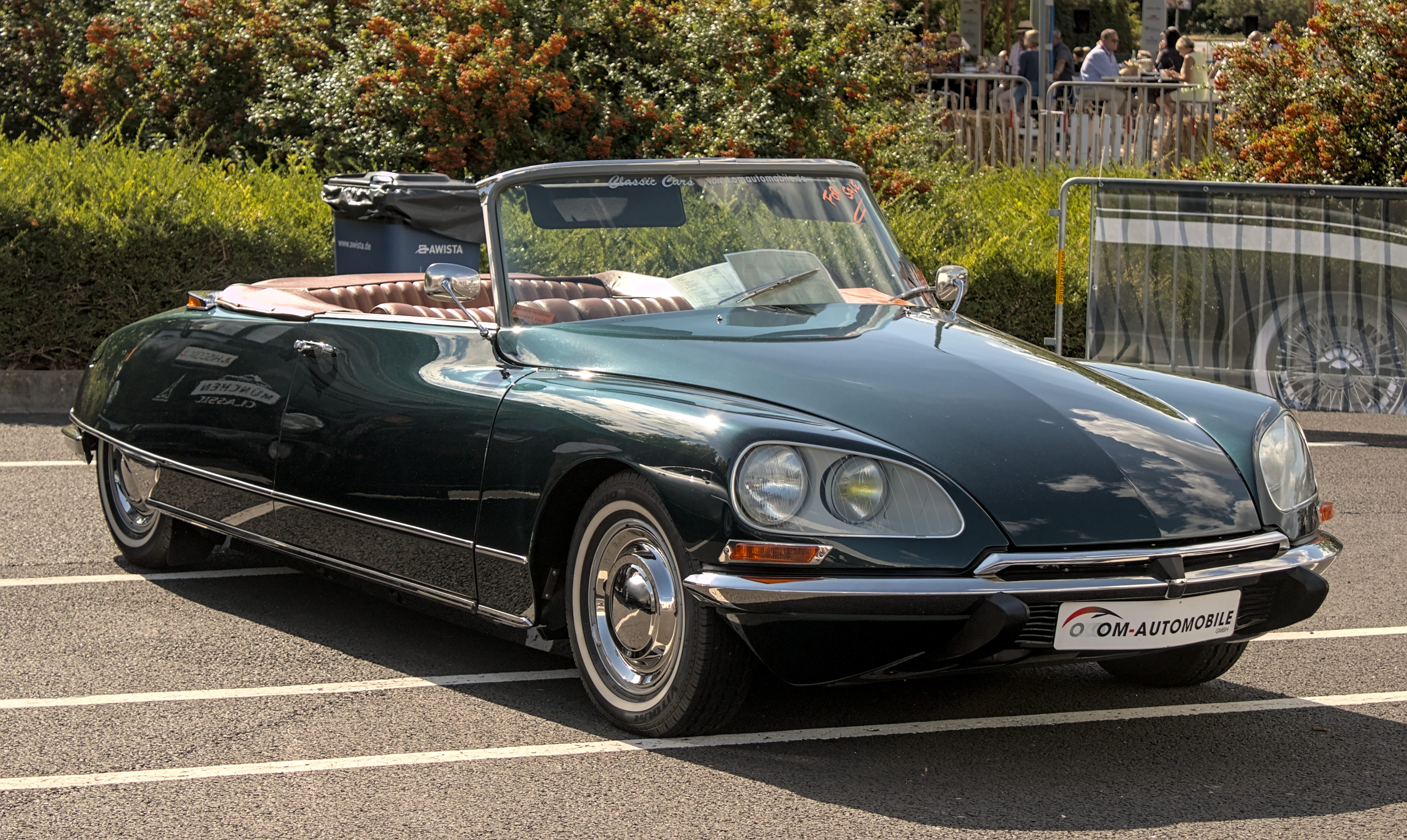
Citroën DS Convertible "usine" (de fábrica)
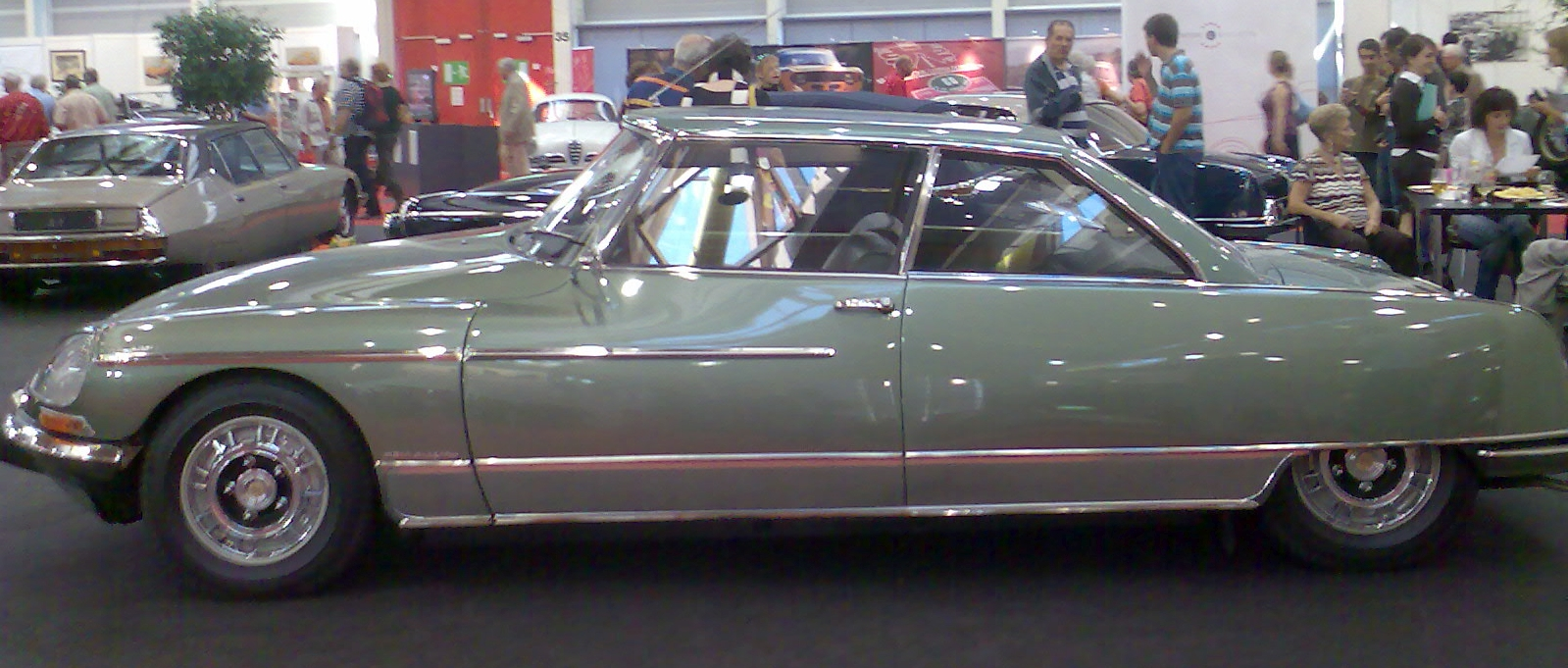
Citroën "Le Leman" de 1971
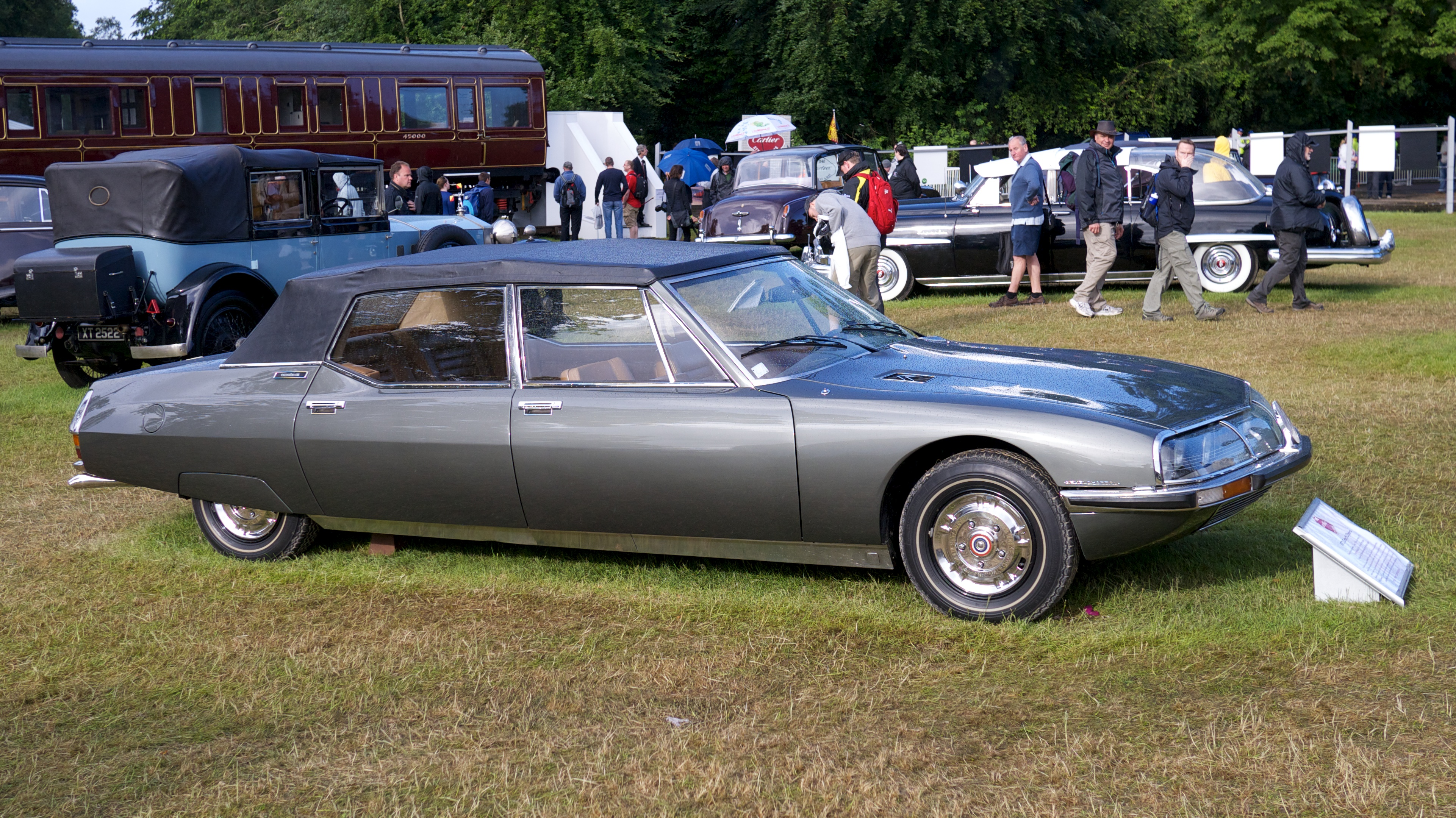
SM "Presidential" de 1972
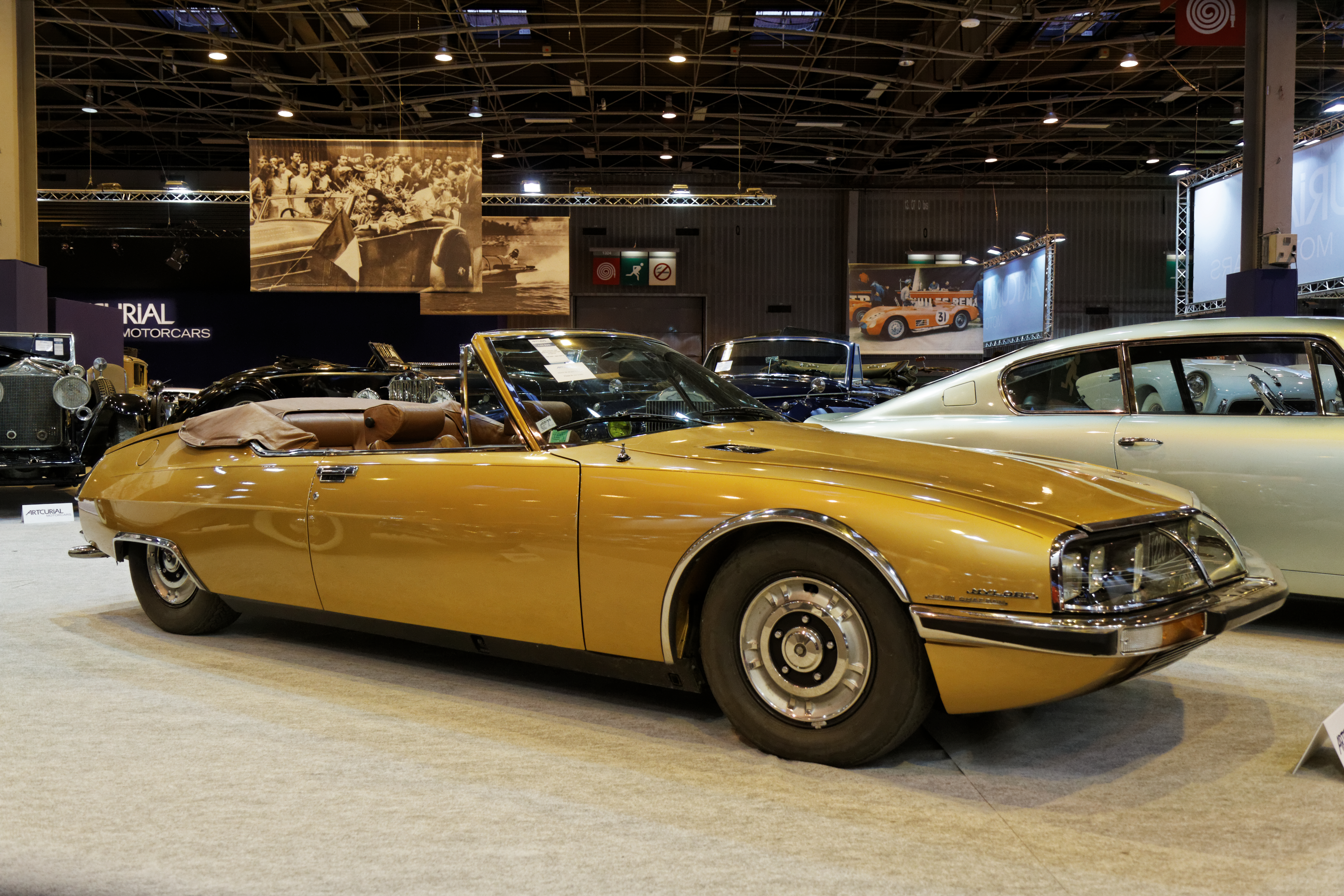
Citroën SM "Mylord" de 1975, subastado en 2014 por 548.000 €